# Pliosaure
El pliosaure (Pliosaurus) és un gènere de pliosàurids que visqueren des del Juràssic mitjà fins al Juràssic superior, en el que avui és Amèrica i Europa.
La seva dieta hauria inclòs peixos, cefalòpodes i rèptils marins. Aquest gènere ha inclòs moltes espècies en el passat, però les revisions recents van trobar que només sis (P. brachydeirus, P. carpenteri, P. funkei, P. kevani, P. rossicus i P. westburyensis) eren vàlides, mentre que la validesa de dos addicionals. espècie espera una petició al Codi Internacional de Nomenclatura Zoològica. Actualment, P. brachyspondylus i P. macromerus es consideren dubtosos, mentre que P. portentificus es considera no diagnòstic. La majoria de les espècies de Pliosaurus van assolir 8 metres de llargada i 5 tones mètriques de massa corporal, mentre que P. rossicus i P. funkei poden haver arribat o fins i tot superat els 10 metres de llargada i 11. tones mètriques de massa corporal, sent el plesiosaure més gran de tots els temps. Les espècies d'aquest gènere es diferencien d'altres pliosàurids en funció de set autapomorfies, incloses les dents de secció transversal triangular.